# HV Quintus
Maillots
Le HV Quintus est un club néerlandais de handball situé à Kwintsheul.
Le club possède une équipe masculine et une équipe féminine évoluant toutes deux en AFAB Eredivisie (première division).
La section féminine, qui évolue en première division depuis 1968, a notamment remporté le championnat des Pays-Bas en 2006 et 2007,.

## Palmarès
Section féminine
- champion des Pays-Bas en 2006, 2007
- vainqueur de la coupe des Pays-Bas en 1979, 2006, 2007, 2008
- vainqueur de la Supercoupe des Pays-Bas en 2006, 2007, 2018

## Joueuses historiques
- Delaila Amega
- Yvette Broch
- Rinka Duijndam
- Kelly Dulfer
- Isabelle Jongenelen
- Jurswailly Luciano
- Marieke van der Wal
- Maura Visser